# Accord sur l'immigration entre la Turquie et l'Union européenne

Carte de la Turquie et de l'Union européenne.

L'Accord sur l'immigration entre la Turquie et l'Union européenne est un texte signé le 18 mars 2016, prévoyant des mesures réciproques en matière d'immigration, et communiqué au public le même jour.

## Principales dispositions
Le texte prévoit que la Turquie, où transitent un grand nombre d'immigrants à destination de l'Union européenne, mettra en œuvre des dispositions visant à faire cesser (ou fortement diminuer) ces migrations, et s'engage à accepter le retour sur son sol des migrants ayant franchi la frontière entre la Turquie et  la Grèce après le 20 mars 2016. Sont concernés les « migrants n'ayant pas besoin d'une protection internationale qui partent de la Turquie pour gagner la Grèce et […] les migrants en situation irrégulière interceptés dans les eaux turques ». 
En contre-partie, l'UE s'engage à lever les restrictions sur les visas attribués aux Turcs pour entrer dans l'espace Schengen à  la fin du mois de juin 2016, sous réserve d'une évaluation des actions de la Turquie en matière de lutte contre les transits de migrants.
Concernant les Syriens éligibles à la demande d'asile, ceux-ci ne seront acceptés sur le sol de l'UE qu'en contre-partie du nombre de Syriens renvoyés sur le sol turc, et dans la limite de 72 000 personnes,.
Par ailleurs, l'Union européenne s'engage à accélérer le versement d'un fonds de 3 milliards d'euros antérieurement prévu afin de contribuer aux frais que représente pour la Turquie l'accueil de ces migrants, puis à accorder, en cas de respect des critères, une seconde tranche conditionnelle de 3 autres milliards après épuisement de la première,.

## La mise en œuvre de l'accord migratoire
Des points de friction apparaissent rapidement. La Turquie estime notamment que la somme versée par Bruxelles est nettement insuffisante car elle aurait dépensé 40 milliards d'euros pour la gestion des migrants syriens présents sur son sol, et elle réclame que l'Union européenne lui verse directement son aide financière, alors qu'une partie substantielle est versée à des organisations humanitaires opérant sur le sol turc.
De son côté, Bruxelles accuse Ankara de ne pas respecter l'accord migratoire. De fait, en 2020, l'ONU affirme que le gouvernement turc a laissé passer en Grèce plus de 15.000 migrants, principalement syriens. Le 28 juillet 2021, la Grèce accuse la Turquie de refuser depuis le 15 mars 2020 de récupérer des migrants qui ont traversé son territoire pour rejoindre les îles grecques, en violation flagrante de l'accord migratoire de 2016.
Les relations entre Bruxelles et Ankara s'enveniment ; mais les 24 et 25 juin 2021, lors d'un sommet à Bruxelles, les dirigeants européens examinent une proposition de la Commission visant à allouer, pour la période allant de 2022 à 2024, une enveloppe de 3,5 milliards d’euros à la Turquie afin de l'aider à venir en aide aux 3,7 millions de Syriens qui se sont installés sur son sol depuis dix ans.

## Pour aller plus loin
- Charles de Marcilly, « L'accord UE-Turquie et ses implications - Un partenariat incontournable mais sous conditions », Questions d'Europe n° 396, Fondation Robert Schuman,‎ 19 juin 2016 (lire en ligne).